# Мироненко, Виктор Михайлович
Виктор Михайлович Мироненко (11 марта 1929 — 4 июня 2018, Москва) — советский государственный и партийный деятель.

## Биография
Родился 11 марта 1929 года в станице Кореновская Краснодарского края. Дед — герой Гражданской войны Григорий Иванович Мироненко.
В 1944 году вступил в ВЛКСМ, а в 1949 — в КПСС. В 1951 году окончил Ставропольский государственный педагогический институт, в 1972 — Институт управления народным хозяйством. С 1951 по 1958 годы Мироненко он работал первым секретарем Ставропольского горкома, а затем Ставропольского крайкома ВЛКСМ.
С 1958 по 1959 — заведующий Отделом комсомольских органов ЦК ВЛКСМ по союзным республикам. Постановлением X пленума ЦК ВЛКСМ — член Бюро ЦК ВЛКСМ до 9 июня 1961 года. С 22 октября 1959 по 9 июня 1961 года — секретарь ЦК ВЛКСМ. С 1961 года занимал пост 2-го секретаря Калужского областного комитета КПСС, на котором заменил ушедшего на повышение Андрея Андреевича Кандрёнкова. С января 1963 по 22 декабря 1964 года — 2-й секретарь Калужского сельского областного комитета КПСС. С 22 декабря — вновь 2-й секретарь Калужского областного комитета КПСС. С 1965 по 1979 — заместитель заведующего Отделом торговли и бытового обслуживания Комитета партийно-государственного контроля ЦК КПСС и Совета министров СССР — Комитета народного контроля СССР.
Делегат XXII съезда КПСС, XII и XIII съездов ВЛКСМ.
С 1991 года на пенсии.
Член землячества «Ставропольцы».
Умер 4 июня 2018 года. Похоронен в Москве на Кунцевском кладбище рядом с родными (участок 10).

## Награды
- Орден Трудового Красного Знамени[3]
- Орден Дружбы Народов[3]
- Орден «Знак Почёта»[3]
- Почётный знак ЦК ВЛКСМ
- Медаль «За заслуги перед Ставропольским краем»

## Семья
Жена Нина Григорьевна, сын Сергей (1954—2009), внучки Алла и Татьяна.